# Tadg in Eich Gil Ua Conchobair
Tadg in Eich Gil Ua Conchobair (mort en 1030) est  roi de Connacht de 1014 à  1030  son règne fait l'objet de plusieurs entrées dans les chroniques d'Irlande.

## Biographie
Tadg in Eich Gil mac Cathail Ua Conchobair, appartient à la lignée du sept Síl Muiredaig des  Uí Briúin Aí. Il est le fils et successeur de Cathal mac Conchobar mac Taidg, roi de Connacht<.
Afin de venger la mort de son frère Domhnall il tue en En 1015, près du Loch Néill en Mag Aíet, bien qu'il soit sous la sauvegarde sacrée des Bachal Ísu (en), Áed Ua Ruairc, le fils de l'ancien roi, Fergal Ua Ruairc de Bréifne, l'héritier présomptif du Connacht; Il laisse néanmoins la vie sauve au fils et homonyme de sa victime qui l'accompagnait . En 1023 il mène une expédition contre un sept ennemi des Uí Briúin et tue à cette occasion Domhnall Ó hEaghra, roi des Luighne.
Son règne s'achève en 1030 lorsqu'il périt à son tour tué par Maelseachlainn, Ua Maol Ruanaidh, tigherna des Uí Cremthainne et de Midhe, allié au Clan Coscraidh dont Ecsaide Ua Cathluain.
Son rival Art Uallach mac Áeda Ua Ruairc des Uí Briúin Bréifne lui succède comme roi de Connacht.

## Sources
- (en) Francis John Byrne, Irish Kings and High-Kings, Londres, Batsford, 1973 (ISBN 0-7134-5882-8).
- (en) T.W Moody, F.X. Martin et F.J. Byrne, A New History of Ireland IX Maps, Genealogies, Lists. A companion to Irish History part II, Oxford, Oxford University Press, 2011, 690 p. (ISBN 978-0-19-959306-4).